# Pavlovice (Jestřebí)
Pavlovice (německy Pawlowitz) jsou vesnice a část obce Jestřebí v okrese Česká Lípa. Nachází se asi čtyři kilometry západně od Jestřebí.
Jedná se o typickou středověkou okrouhlici. Založena byla na náhorní plošině asi ve 14. století. V padesátých letech 20. století zde působilo jednotné zemědělské družstvo pod vedením Josefa Smrkovského a v této době došlo k rozvoji infrastruktury a služeb v obci. Centrální část vesnice kolem návsi s kostelem Nanebevzetí Panny Marie a památnou lípou je od roku 2017 chráněná jako vesnická památková zóna. Pavlovice leží v katastrálním území Pavlovice u Jestřebí o rozloze 7,65 km². V katastru Pavlovic leží též osady Popelov a Podolec.

## Historie
První písemná zmínka o vesnici pochází z roku 1352.

## Obyvatelstvo
Při sčítání lidu v roce 1921 ve vsi žilo 257 obyvatel (z toho 110 mužů) německé národnosti, kteří se, kromě jednoho evangelíka, hlásili k římskokatolické církvi. Podle sčítání lidu z roku 1930 měla vesnice 258 obyvatel: deset Čechoslováků, 247 Němců a jednoho cizince. Až na šest evangelíků a dva lidi bez vyznání byli římskými katolíky.

## Pamětihodnosti
- Barokní kostel Nanebevzetí Panny Marie
- Lípa v Pavlovicích – památný strom (lípa velkolistá), na návsi po jižní straně kostela
- Dlážděná cesta, starobylá cesta vylámaná do skal na levém břehu Švábského potoka v roce 1630 za Albrechta z Valdštejna, obnovená v devadesátých letech 20. století a v roce 2010 spolu s tzv. Knížecí studánkou prohlášená kulturní památkou[10]
- Soubor roubené lidové architektury i několik mladších zděných staveb v typickém severočeském klasicistním stylu
- Historické jádro vsi je od roku 2017 chráněno jako vesnická památková zóna.
- Ovocné sady v okolí osady Popelov jsou nazývány Smrkovského coby připomínka Josefa Smrkovského, který zde strávil sedm let jako zaměstnanec a později předseda místního jednotného zemědělského družstva.[11]

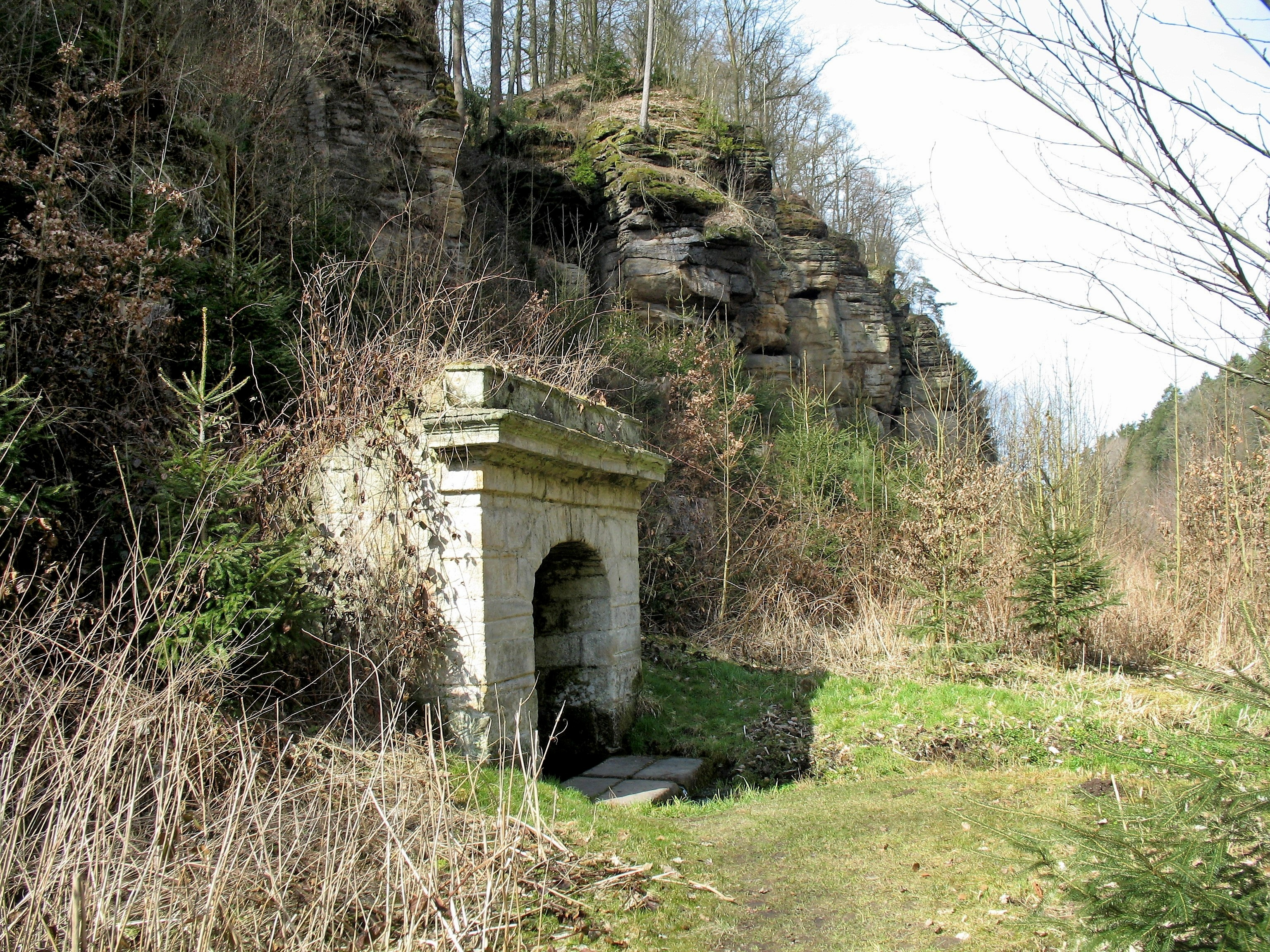
Knížecí studánka v údolí Švábského potoka
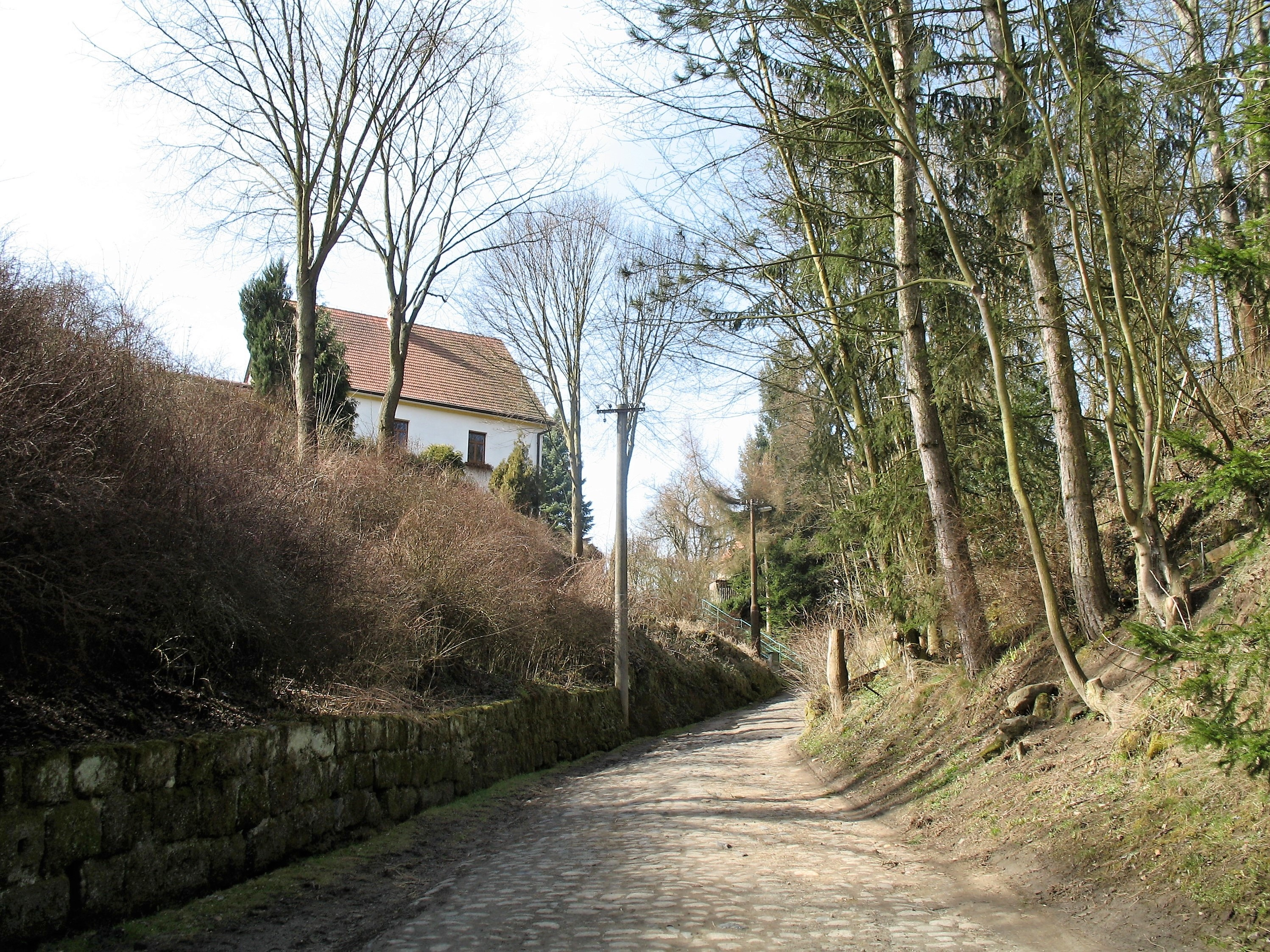
Horní část barokní Dlážděné cesty
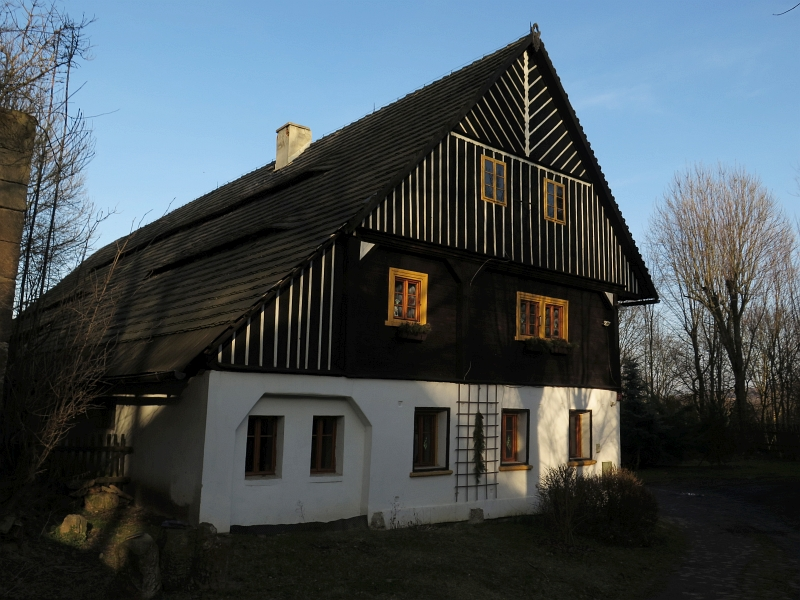
Památkově chráněná usedlost čp. 25
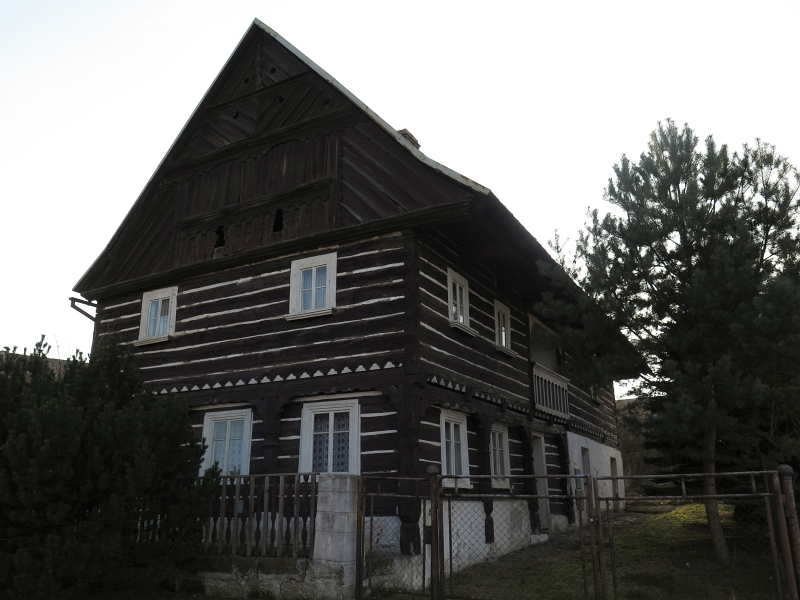
Roubený dům čp. 10 z počátku 19. století
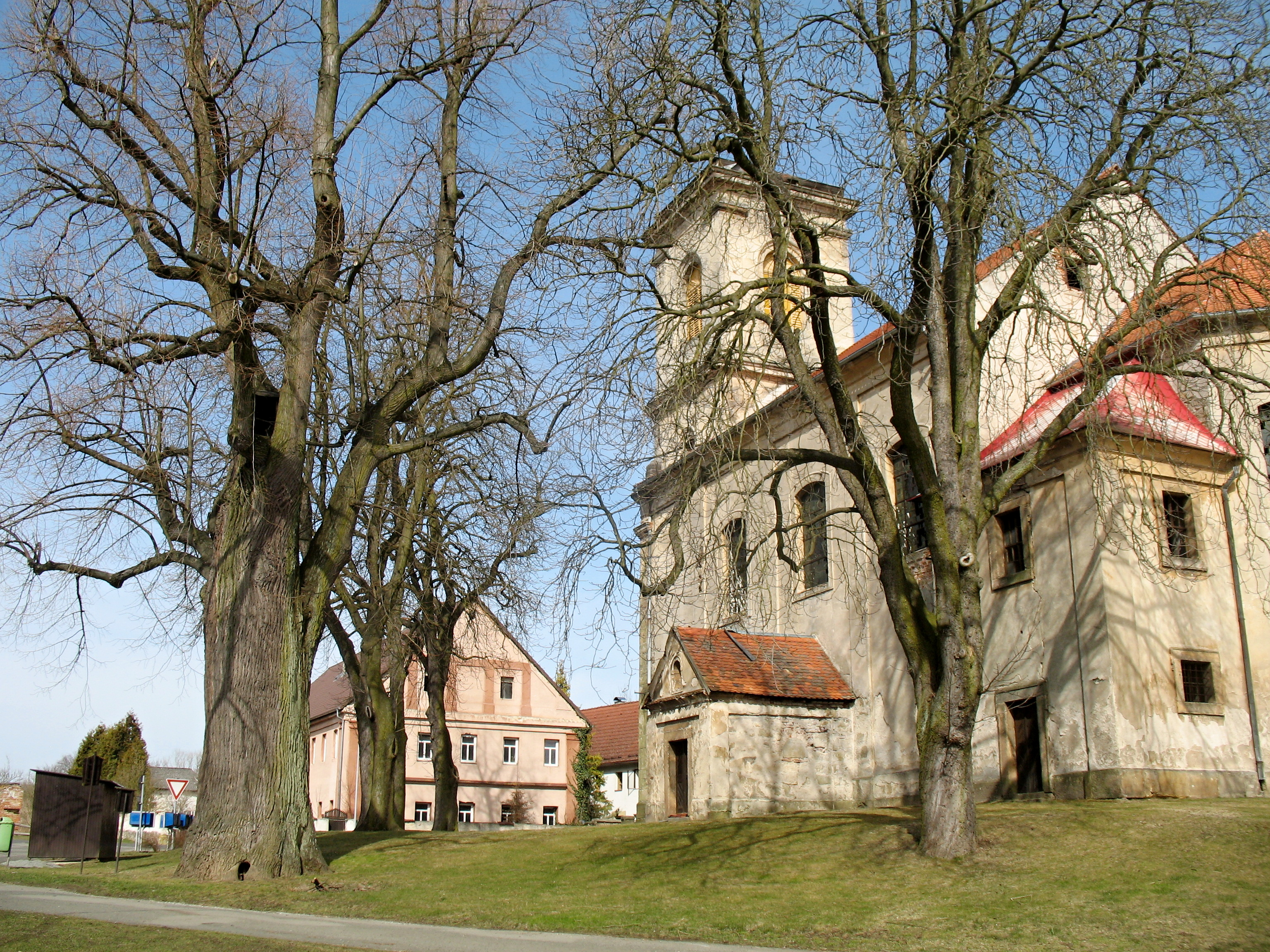
Kostel Nanebevzetí Panny Marie, vlevo chráněná lípa velkolistá